# Pferdegeschirr (römische Militärausrüstung)

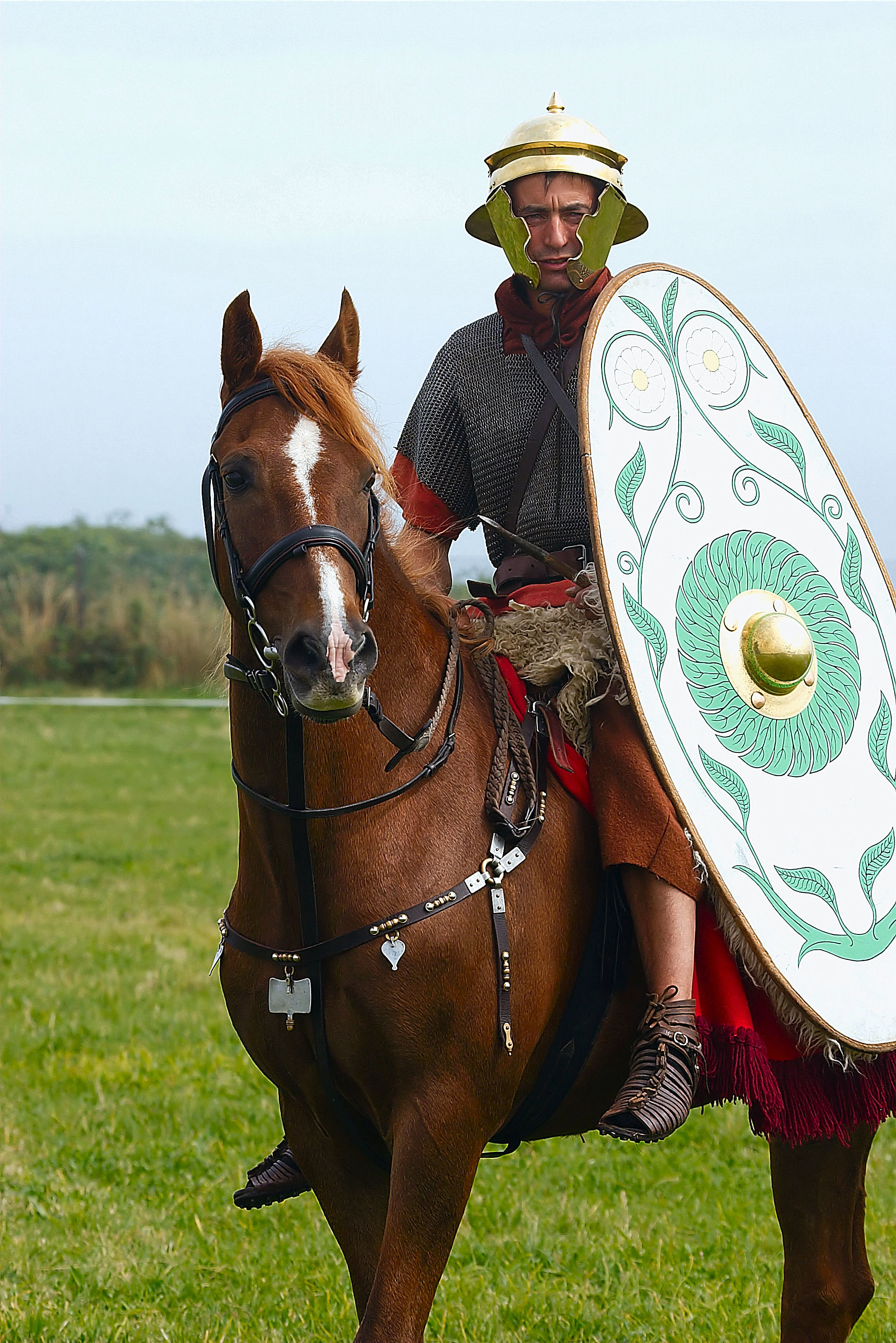
Reenactor mit Kavalleristen-Ausstattung. Der Brustgurt des Pferdes ist mit Riemenverteilern, perlenartigen Beschlägen, und Anhängern ausgestattet.

Als Pferdegeschirr wird in der (provinzial-)römischen Archäologie die Ausrüstung römischer Kavallerieeinheiten bezeichnet, mit der der Reiter sein Pferd ausstattet. Dazu gehören neben den funktionalen Teilen wie Sattel und Zaumzeug auch zahlreiche dekorative bzw. dekorativ verzierte Elemente.

## Geschichtlicher Überblick

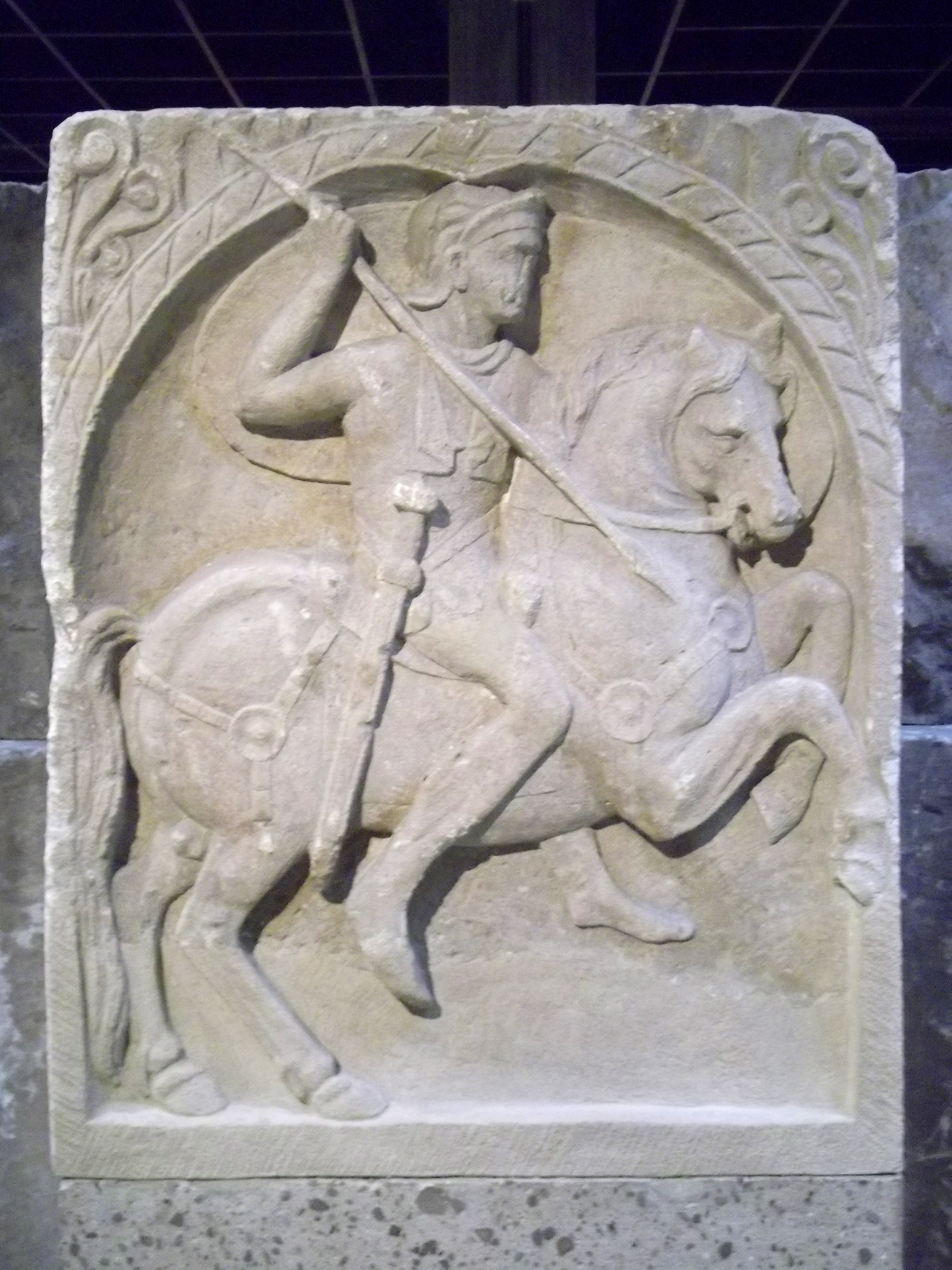
Grabstein eines römischen Kavalleristen. Gut erkennbar sind Brust- und Schweifgurt des Geschirrs, die mit scheibenförmigen Phalerae ausgestattet sind. Datierung: 2. Hälfte 1. Jh. Fundort: Köln.

In der republikanischen Zeit besaß die römische Armee keine eigenen Kavallerie-Einheiten. Für den Kampf zu Pferde griff man in dieser Phase auf die Truppen verbündeter Reitervölker zurück. Mit der beginnenden Kaiserzeit wurden die Reitereinheiten, Alae genannt, ein fester Bestandteil der römischen Truppen. Eine Ala bestand in der Regel aus 500 Reitern (ala quingenaria), in seltenen Fällen aus 1000 Reitern (ala milliaria).
Wegen ihrer hohen Beweglichkeit wurden sie vor allem zur Sicherung der Grenzen eingesetzt. Im Kampf auf dem Feld hatten sie durch ihre hoch aufragende Erscheinung und die schiere Kraft der Tiere zweifellos eine einschüchternde Wirkung auf den Feind.

## Darstellung
Um die jeweiligen Rüstungsteile des römischen Militärs richtig zuordnen zu können, ist es von Vorteil, auf erhaltene Bildquellen zurückgreifen zu können. Für die Rhein-Provinzen sind es insbesondere die Darstellungen auf Reitergrabsteinen, die bei der Rekonstruktion des Pferdegeschirrs helfen.

## Bestandteile
Das Pferdegeschirr der römischen Reitereinheiten bestand aus einem ledernen Sattel, einer Zäumung mit Gebiss (Trense) sowie allerlei Zierrat, der zum Teil aber auch eine technische Funktion hatte. Diese kleineren, meist aus Buntmetall gefertigten Teile gehören zu den häufigsten Militaria-Kleinfunden. Neben Anhängern unterschiedlichen Typs gibt es verschiedenste Verschlussteile, Riemenabschlüsse und -verteiler. Auch die sog. Melonenperlen aus Quarzkeramik sind in ihrer größeren Version (etwa 2,5 cm Durchmesser) beliebte Schmuckelemente.
Bezüglich ihrer geringen Größe, ihrer Menge und ihrer Anbringungsweise sind Anhänger, Phalerae und andere Zierelemente typische Verlustfunde. Das erklärt ihre relative Häufigkeit innerhalb der Rubrik Militaria-Kleinfunde und ermöglicht es den Forschern, Entwicklungen hinsichtlich der Form, Größe und Anbringungsart nachzuvollziehen. Davon abzugrenzen sind römische Pferdepanzerungen, die etwa auch Rossstirnen (Kopfschutzplatten für Pferde) umfassen.

### Sattel
Als Hörnchensattel wird der Reitsattel römischer und keltischer Kavalleristen bezeichnet. Namensgebend hierfür sind die sogenannten Hörnchen, lederne oder bronzene Versteifungen an den Seiten der Sitzflächen, die für einen stabilen Halt im Sattel sorgen sollen.

### Zaumzeug

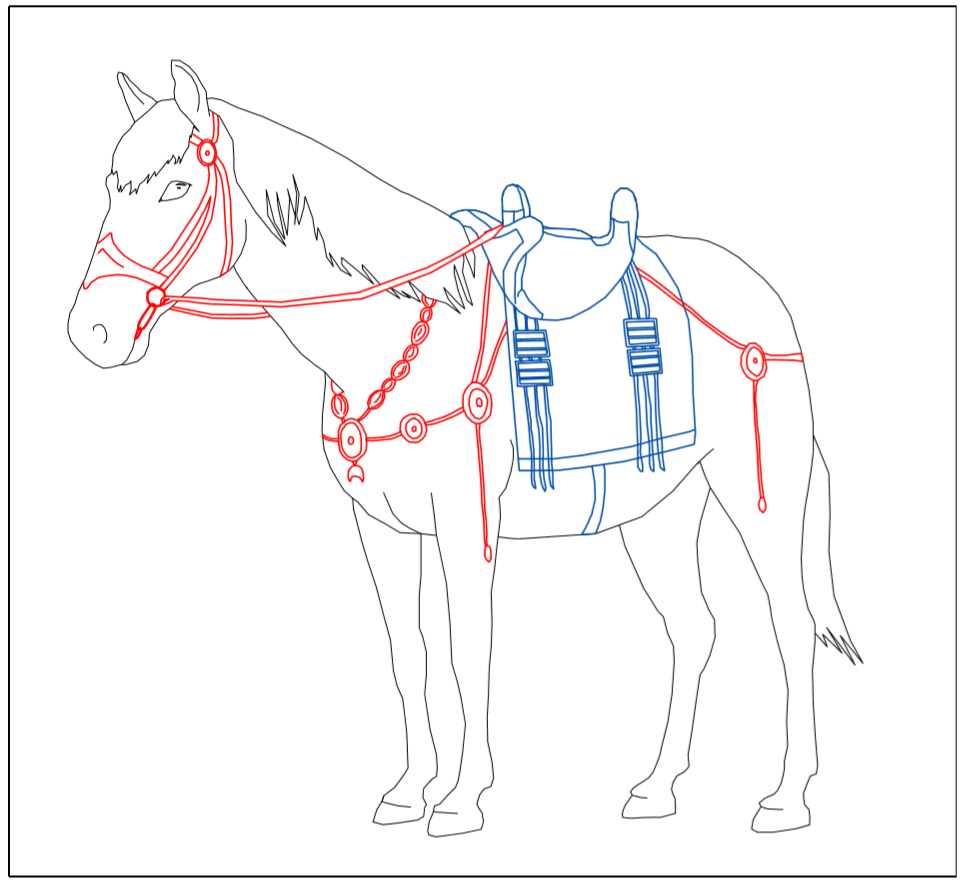
Rekonstruktionszeichnung eines römischen Kavalleriepferdes mit Zaumzeug und Hörnchensattel.

Als Zaumzeug wird das Kopfgeschirr des Pferdes bezeichnet. Es besteht grundsätzlich aus einem Halfter, Zügeln und mindestens einem lenkenden Element. Beim römischen Pferdegeschirr gehörte dazu immer ein Gebissstück, das durch Metallzäume oder Kandaren ergänzt werden konnte.

#### Halfter und Zügel
Halfter und Zügel bestanden üblicherweise aus Leder oder Seil, weshalb sie sich nicht im archäologischen Fundbild erhalten haben. Ihr Aufbau ist durch bildliche Überlieferung jedoch gut rekonstruierbar. Die Zusammensetzung aus Backen- und Genickstück sowie Stirn- und Kehlriemen ähnelt den heute üblichen Halftern stark.

#### Ringtrense
Ringtrensen bestehen aus einem durchbrochenen Mundstück aus zwei, seltener drei, Metallstangen, die über Ösen miteinander verbunden sind. An ihren Enden sind sie mit jeweils einem Ring verbunden, in den Backenriemen und Zügel eingehängt werden können. Das Mundstück liegt auf der Zunge des Pferdes auf. Somit kann durch Anziehen der Zügel Druck auf Zunge und Unterkiefer ausgeübt werden. Eine Ringtrense lässt dem Pferd relativ viel Bewegungsfreiheit, um sich etwa durch Bewegen der Zunge oder ein Hochreißen des Kopfes dem Druck zu entziehen und damit vor ruckartigen oder nervösen Bewegungen des Reiters zu schützen. Da das Maul des Pferdes sehr empfindlich ist, kann dies etwa bei einem hektischen Ritt in unebenem Gelände von Vorteil sein.
Ringtrensen sind keltischen Ursprungs und werden in unveränderter Form noch heute genutzt, weshalb eine Datierung anhand der Form der Trense nicht möglich ist. Sie bestanden fast immer aus Eisen.

#### Römische Kandare

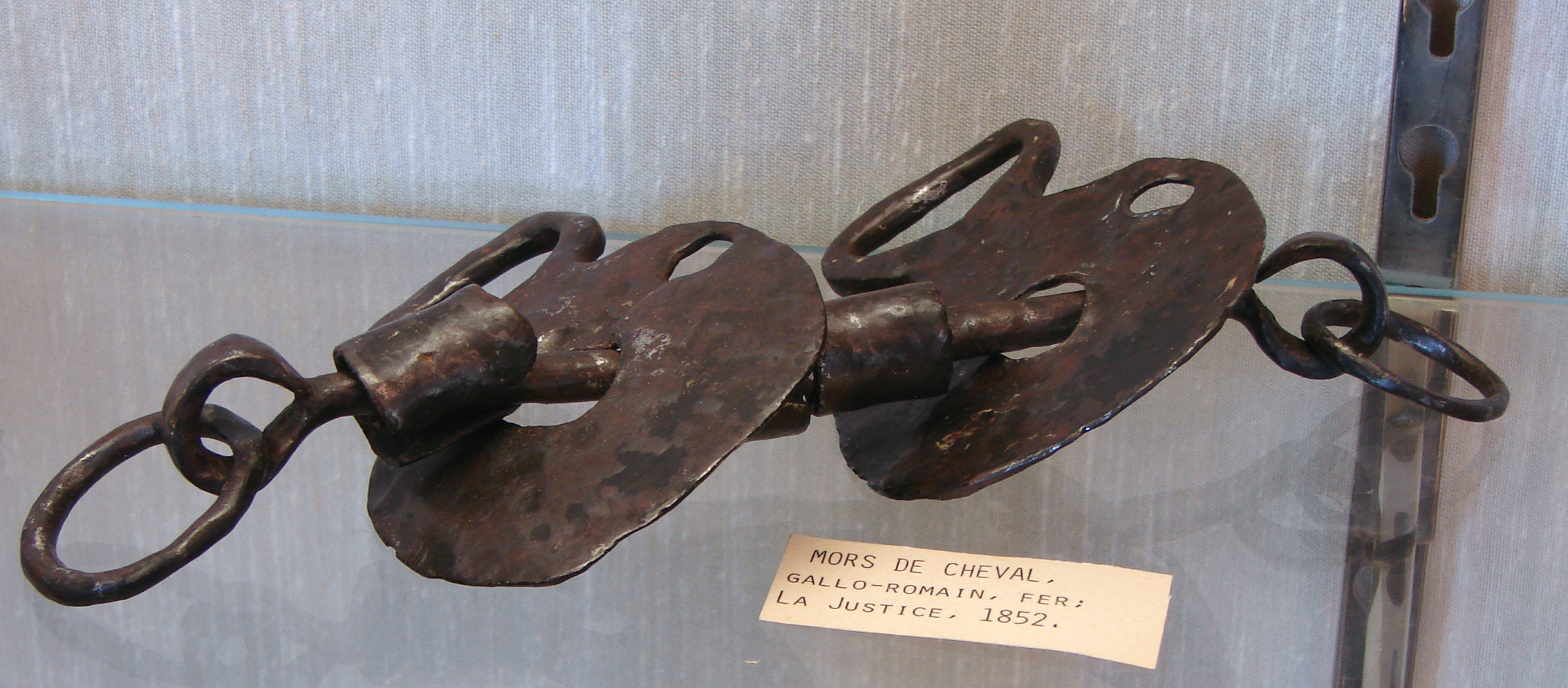
Gebissstück mit Scheibenknebeln. Fundort Nordfrankreich.

Die römische Kandare ist eine Zäumung, bestehend aus einem nicht durchbrochenen Gebiss und zwei Hebelstangen. Aus diesem Grund wird sie auch als Hebelstangentrense bezeichnet. Dieser Begriff ist allerdings irreführend, da Trensen per Definition keine Hebelstangen („Bäume“) besitzen.
Das Mundstück bildet eine Metallstange mit einer mittig sitzenden Einbuchtung, die „Zungenfreiheit“ genannt wird, da sie dem Pferd das Bewegen der Zunge erlaubt. Beim starken Anziehen der Zügel stellt sie sich jedoch fast senkrecht auf und drückt somit außerdem auf den Gaumen des Tieres. Das Mundstück endet in zwei langschmalen Eisenringen, die das Gebiss mit dem Halfter verbinden. Diese Eisenringe können durch zusätzlich aufgezogene Ring-, Stangen- oder Scheibenknebel daran gehindert werden, ins Maul des Pferdes zu rutschen.
Ebenfalls mit diesen Eisenringen verbunden sind die sogenannten „Bäume“. Das sind einfache, nach außen hin ausschwingende Metallstangen, in die die Zügel über eine Öse eingehängt werden. Durch Hebelwirkung verstärken sie den Druck auf den Unterkiefer des Pferdes. Ein Quersteg zwischen den beiden Stangen ermöglicht eine gleichmäßige Krafteinwirkung. Der verstärkende Effekt einer Kandare kann im Kampfeinsatz nützlich sein, wenn das Pferd auf kurze Signale des Reiters präzise reagieren soll. Allerdings kann es auch schnell zu schweren Verletzungen im Mundraum des Tieres führen, weshalb die Kandare eine ruhige Hand erfordert. Anders als die Ringtrense steht die römische Kandare in mediterraner Tradition. Sie ist aber in der Kaiserzeit im ganzen Imperium verbreitet.

#### Metallzaum
Der Metallzaum, auch Hackamore genannt, beschreibt ein metallenes Nasenband. Meist bestanden sie aus einem einzigen Metallband, das über den Nasenrücken und die Backen verlief und in der Kinngrube oder am Ganaschenansatz schloss. Im Bereich der Mundwinkel des Pferdes besaß er zwei Ösen, an denen er mit dem Gebissstück verbunden werden konnte. Der Zaum übte zusätzlichen Druck auf das sensible Nasenbein des Tieres aus. Der englische Begriff „Hackamore“ ist allerdings etwas unpräzise, da er – anders als im modernen Reitsport – immer mit einem Gebiss kombiniert wurde, Metallzäume traten ab augusteischer Zeit auf und waren bis ins 3. Jh. üblich.

### Riemenbeschläge
Riemenbeschläge sind kleine Metallplättchen, die mit Nieten auf der sichtbaren Seite eines Lederriemens befestigt werden. Verziert wurden sie häufig mit dekorativen oder glücksbringenden Motiven, die ins Metall getrieben oder graviert worden sind. In ihrer Form können sie sich stark unterscheiden, allen gemein sind nur die Nieten bzw. noch erhaltenen Nietenlöcher, die sie als Beschlagteil identifizieren. Riemenbeschläge haben vor allen Dingen einen schmückenden Zweck, helfen aber auch die Lederriemen zu versteifen, damit sie sich nicht verdrehen. Größere, dem Pferdegeschirr zugehörige Beschläge lassen sich vermutlich den wesentlich breiteren Sattelgurten zuordnen.

### Riemenverteiler
Riemenverteiler sind simple, meist aus Bronze gegossene Ringe, in die Lederriemen mit Riemenschlaufen als Endstück eingehängt werden können. Auf diese Weise sind mehrere Riemen frei beweglich miteinander verbunden, ohne dass die Gefahr besteht, dass sie verknoten oder sich gegenseitig beeinträchtigen. Riemenverteilerringe sind ab der frühen Kaiserzeit belegt, ab der Mitte des 1. Jh. werden sie seltener und zunehmend von den dekorativeren Phalerae abgelöst.

### Phalerae

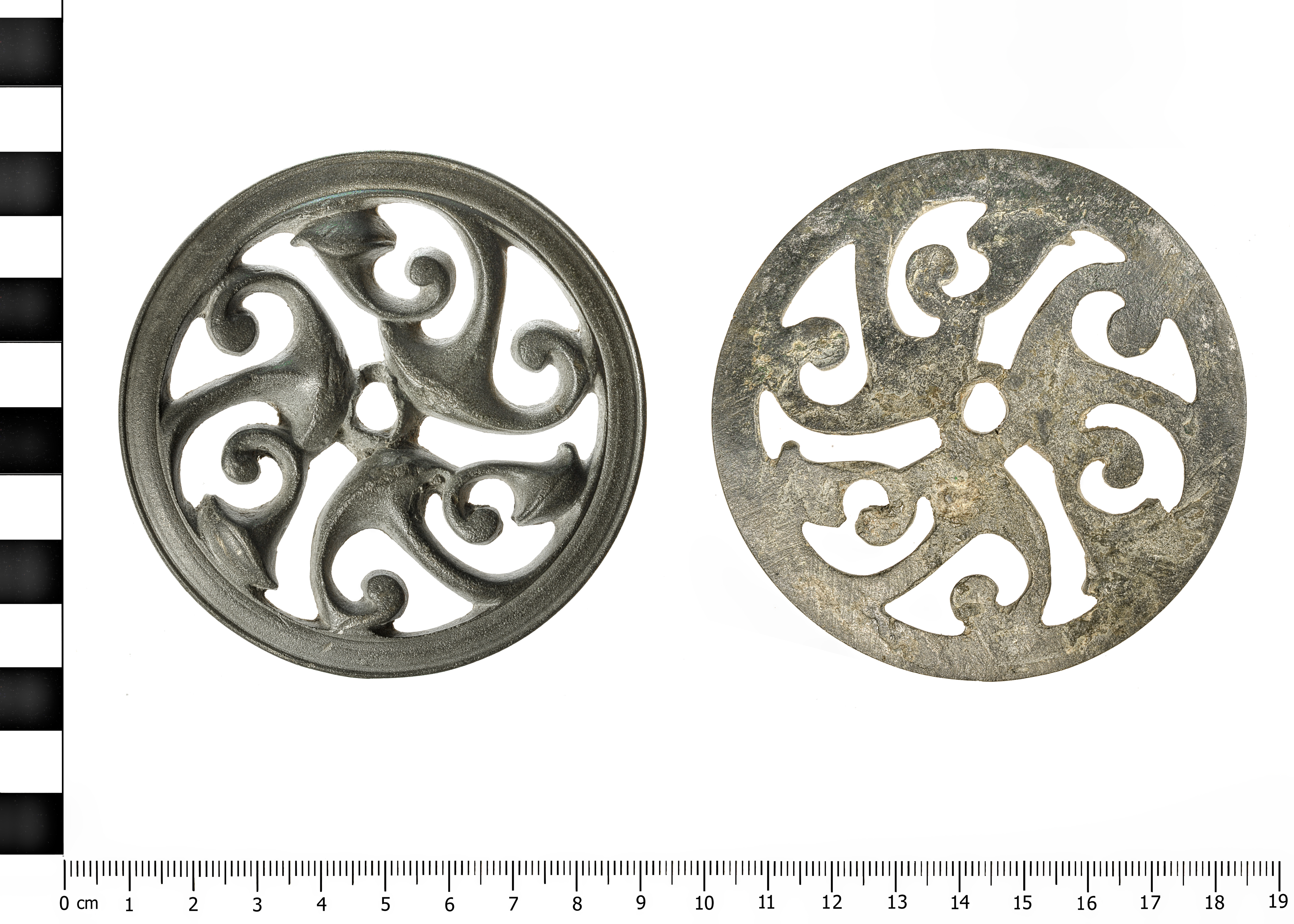
Eine durchbrochen gearbeitete Phalera mit floralen Motiven. 3. Jh. n. Chr. Fundort Oxfordshire (GB).

Phalerae sind metallene Zierscheiben, die, ebenso wie Riemenverteiler, mehrere Lederriemen miteinander verbinden. Insbesondere die kleineren Exemplare sind häufig aus Buntmetall gefertigt, die Schauseite kann zusätzlich versilbert und aufwendig verziert sein. Ein beliebtes Motiv sind konzentrisch umlaufende Ringwulste mit einem zentralen Buckel. Aufschluss über ihre Funktion gibt die Rückseite: Dort befinden sich Ösen oder Laschen, die mit den Riemenschlaufen verbunden werden. Auch zusätzliche Anhänger können daran befestigt werden.
Phalerae konnten auch als militärische Orden dienen. Dann wurden sie mithilfe eines Gerüsts aus Gurten am Oberkörper getragen oder – bei der Auszeichnung ganzer Einheiten – an der Standarte befestigt. Zur Unterscheidung hilft eine genauere Betrachtung der Befestigungsteile – rundliche, in verschiedene Richtungen deutende Ösen weisen auf eine Funktion als Riemenverteiler an einem Pferdegeschirr hin.

### Riemenschlaufen
Riemenschlaufen sind Verschlussteile am römischen Pferdegeschirr. Sie sitzen am Ende eines Lederriemens und verbinden ihn mit einem Riemenverteiler oder einer Phalera. Anders als bei Haken-Ösen-Verschlüssen ist diese Verbindung dauerhaft. Riemenschlaufen sind grundsätzlich sehr einfach konstruiert: Sie bestehen aus einem Zierblech, das rechteckig, balusterförmig oder animorph, also tiergestaltig, bearbeitet sein kann, sowie einer verlängerten Zunge. Diese wird umgefalzt und mit zwei Nieten an der Unterseite des Zierblechs fixiert, wodurch zugleich auch der Lederriemen an dem Metallstück befestigt wird. Wegen der unterschiedlichen Verschlussweise haben Riemenschlaufen, die an Riemenverteilern angebracht sind, eine rundliche Schlaufe, während solche, die zu einer Phalera gehören, eher flach ausgearbeitet sind.

### Riemenhaken und -ösen
Riemenhaken- und Riemenösen sind Verschlussteile am römischen Pferdegeschirr. Im Gegensatz zu den Riemenschlaufen lassen sie sich immer wieder öffnen und lösen, was für bestimmte Elemente des Zaumzeugs, etwa den Kehlriemen am Halfter, notwendig ist. Der Verschluss besteht aus einem Zierblech, an das der Lederriemen genietet ist und das in einer Art Haken endet. Dieser kann in Form eines stilisierten Vogelkopfes oder schlicht T-förmig ausgearbeitet sein. Der Haken greift in eine schlüssellochartige Öse, die über ein Scharnier mit dem Zierblech eines weiteren Riemens verbunden ist. Riemenhaken und -ösen können sehr aufwendig verziert sein. Datierbar sind sie durch die jeweilige Technik der Dekorierung.

### Riemenendbeschwerer
Riemenendbeschwerer sind die Endstücke eines Riemens. Sie sollen den Lederstreifen gerade halten und vor Ausfransung schützen. Dazu werden sie mit Nieten an den Riemen angebracht. Den unteren Abschluss bildet häufig ein profilierter Endknopf; manchmal sind aber auch zusätzliche Anhänger oder Phalerae daran befestigt. Riemenendbeschwerer werden nicht nur für Pferdegeschirr verwendet, sie können auch Teil des römischen Militärgürtels sein.

### Anhänger

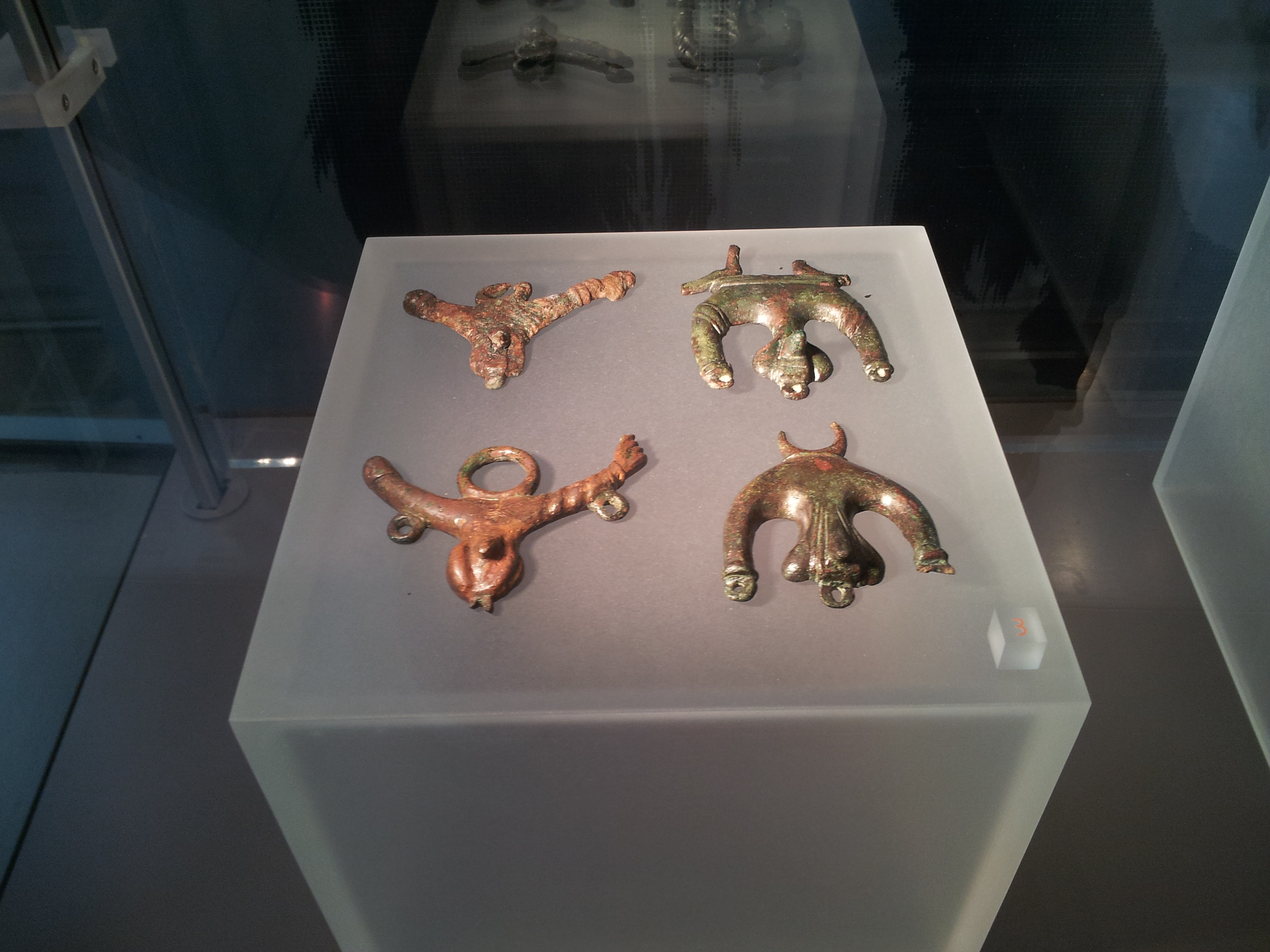
Pferdegeschirr-Anhänger. Besonders beliebt waren sexuelle Symbole wie die manu fica (linker Anhänger), kombiniert mit erigierten (links) und unerigierten Phallen (unten).

Als Anhänger werden dekorative kleine Schmuckteile am Pferdegeschirr bezeichnet. Sie waren meist aus Buntmetall gegossen und häufig zusätzlich verzinnt oder versilbert. Beliebte Verzierungstechniken waren Ritz- und Punzmuster sowie Niellodekor und alle Arten von Ziselierung. Üblicherweise waren die Anhänger über einen integrierten Haken an einer Aufhängeöse angebracht, die mit einem Niet am Lederriemen befestigt war. Anhänger können auch mit weiteren Elementen behangen sein. Besonders große Exemplare und regelrechte Gebilde aus einzelnen Anhängern werden üblicherweise dem Brustgurt zugeordnet, da sich hier genug Fläche bietet. Ein etwas seltenerer, ovaler Anhängertyp war durch ein Scharnier an einer Phalera angebracht. Darüber hinaus war das Typenspektrum groß: Insbesondere Lunula- und Phallusanhänger waren ab spätaugusteischer Zeit im ganzen Imperium verbreitet. Aber auch geflügelte, lanzettförmige und Dreiblattanhänger sind häufige Funde des frühen 1. Jhs. Ab claudisch-neronischer Zeit kommen dann auch blatt-, pelta- und tropfenförmige Typen in Umlauf und bleiben bis ins 2. Jh. in Gebrauch. Manche Motive, wie die Lunula, halten sich bis ins Frühmittelalter.

### Melonenperlen

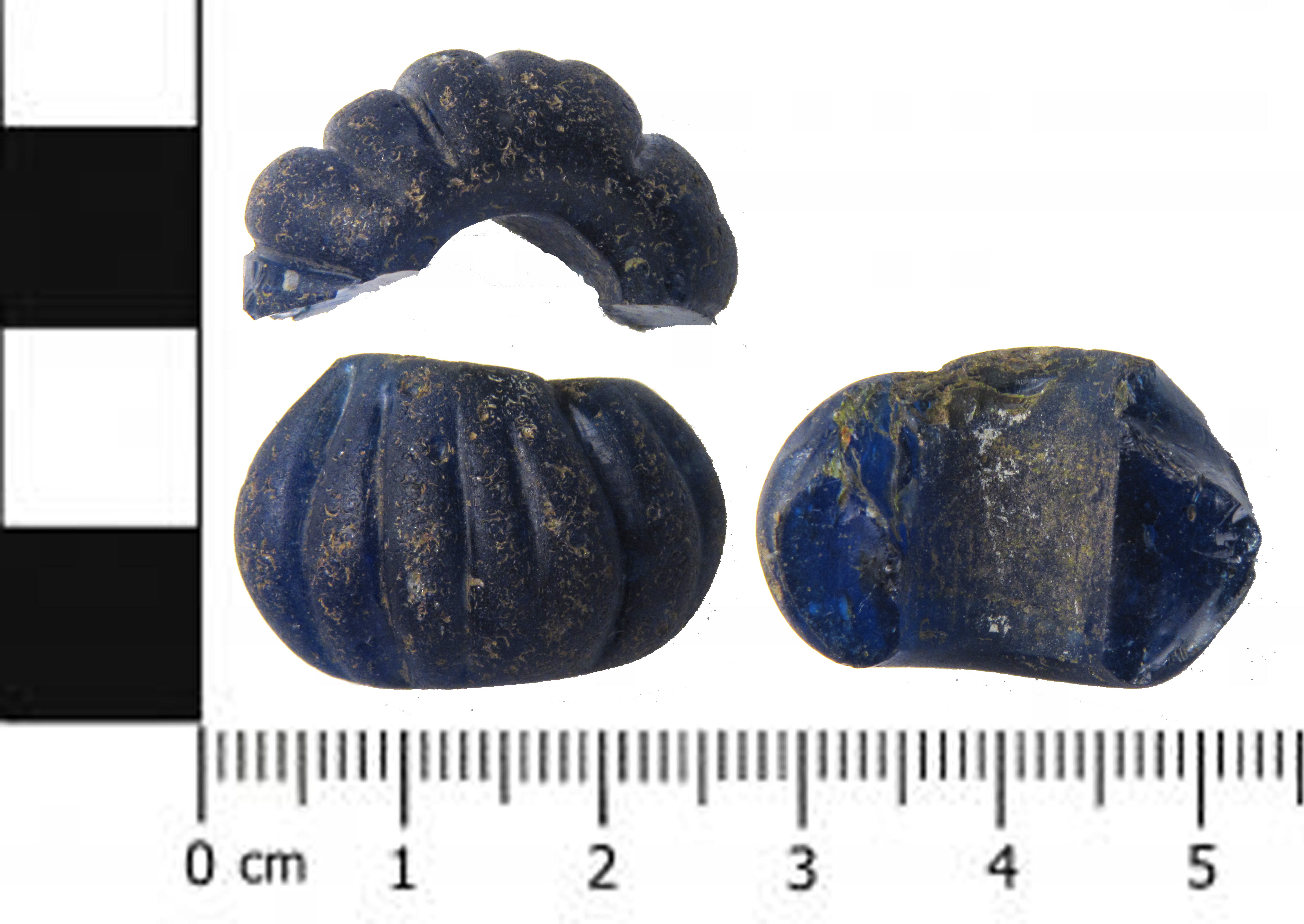
Große Melonenperle aus blauem Glas. Fundort Britannien

Melonenperlen sind kleine, etwa 2,5 cm breite Perlen, die ihren Namen durch die ovale Form mit längs verlaufenden Rillen erhalten. Sie bestehen aus blauem Glas oder Quarzkeramik, einer tonähnlichen Masse aus gemahlenem Quarzsand. Melonenperlen aus Quarzkeramik werden nach dem Brand zusätzlich glasiert. Ihr Farbton kann zwischen einem hellen Türkis, Grünblau und einem tiefen Blau variieren. Ursprünglich stammen die Melonenperlen aus dem Vorderen Orient und waren wohl aus Türkis oder Lapislazuli gefertigt. Durch die fortschreitende Glastechnologie ließen sie sich in römischer Zeit in großer Zahl künstlich herstellen. Neben den größeren Versionen, die am Zaumzeug von Reit- und Zugtieren befestigt wurden, gab es einen kleineren, etwa 1,2 cm breiten Typ, der überwiegend von Frauen als Schmuckelement getragen wurden. Vermutlich wurde den Perlen eine apotropäische Wirkung nachgesagt, wie es noch heute im Orient der Fall ist.

## Funktion
Neben ihrer technischen Funktion zur Einwirkung auf das Reittier hatte die aufwendige Gestaltung des Pferdegeschirrs vermutlich auch eine psychologische Wirkung.

### Schutzfunktion
Besonders vielfältig ist die Fundgattung der Anhänger. Sie konnten an sämtlichen Bestandteilen des Pferdegeschirrs angebracht worden sein. Häufig stellen sie stilisierte Tiere, Phallen oder weibliche Symbole (Kaurimuscheln, manu fica) dar, ihnen wurde eine glücksbringende Wirkung zugeschrieben. Dadurch sollte das Pferd geschützt werden, das gegenüber Verletzungen und Krankheiten anfälliger als die meisten Nutztiere ist. Ein Sturz auf unebenem Gelände oder eine Kolik durch falsche Fütterung konnten tödlich enden. Davor sowie vor Kampfverletzungen wollte der Kavallerist sein Ross möglichst bewahren, denn neben dem hohen finanziellen Wert der Tiere waren sie wichtigste „Waffe“ und Schlagkraft der militärischen Gattung im Einsatz.

### Außenwirkung
Die zahlreichen kleinen Anhänger und metallenen Bestandteile verursachten beim Bewegen ein lautes Klirren, das auf die gegnerische Armee einen akustischen Effekt gehabt haben muss. Zumindest die Pferde als instinktive Fluchttiere dürften durch die Geräuschkulisse irritiert worden sein, sofern sie darauf nicht trainiert worden waren.
Eine weitere Funktion ist die repräsentative Wirkung des aufwendig verzierten Geschirrs. Es demonstriert dem Gegenüber, dass er es hier mit einem offenkundig wohlhabenden Angehörigen des römischen Militärs zu tun hat, der sich eine hochwertige Ausrüstung leisten kann und sie auch selbstbewusst präsentiert.

## Diskussion
Nicht immer lassen sich die dem Pferdegeschirr zugehörigen Kleinfunde eindeutig in einen militärischen Zusammenhang bringen. Christina Simon Ortisi, die die Kavalleriefunde der Vesuvstädte in ihrer Dissertation untersucht hat, hält die Unterscheidung von zivilem und militärischem Gebrauch für den italischen Raum für unmöglich. Eckhard Deschler-Erb schlägt folgende Kriterien zur Identifizierung militärischer Geschirr-Funde vor: solche, die
- sich auf antiken Darstellungen römischer Kavallerie identifizieren lassen,
- aus Hortfunden stammen, die ausschließlich in militärischem Zusammenhang stehen,
- so uniform gestaltet und so weit verbreitet sind, dass für diese speziellen Objekte nur das Militär als Verteiler in Frage kommt.

Eine weitere Schwierigkeit ergibt sich dadurch, dass kleinere Elemente des Zaumzeugs wie Melonenperlen oder Anhänger nicht nur bei Reitpferden, sondern auch bei Zugtieren vorkommen können, wie ein Fund aus Kalkriese beweist. Daher sind Kleinfunde, die dem Pferdegeschirr zugehörig sind, kein eindeutiger Hinweis auf eine Kavallerie-Einheit.